# Masia Manset
La Masia Manset és una masia situada al municipi de Bràfim, a la comarca catalana de l'Alt Camp.